# Severino Reija
Severino Reija Vázquez (Lugo, 25 novembre 1938) è un ex calciatore spagnolo, di ruolo difensore. Campione d'Europa con la Nazionale spagnola nel 1964.

## Carriera

### Club
Iniziò giocando con i Salesiani, successivamente passò all'Oza Juvenil ed al Deportivo de la Coruña. Debuttò nella prima giornata del Primera División 1959-1960 (Spagna), il 13 settembre 1959 in Real Valladolid-Real Zaragoza 2-1. Con il Real Saragozza vinse due coppe di Spagna (1934-64 e 1965-66) ed una Coppa delle Fiere 1963-1964. Nel 1969 si ritirò dopo 10 anni di attività nel club.

### Nazionale
Giocò 20 partite con la nazionale di calcio spagnola, debuttando il 31 maggio 1962 in Spagna-Cecoslovacchia 0-1.

## Palmarès

### Club

#### Competizioni nazionali
- Coppa di Spagna: 2

Real Saragozza: 1963-1964, 1965-1966

#### Competizioni internazionali
- Coppa delle Fiere: 1

Real Saragozza: 1963-1964

### Nazionale
- Campionato d'Europa: 1

1964